# Річка смерті (фільм)
Річка смерті (англ. River of Death) — американський пригодницький фільм 1989 року. Екранізація однойменного роману Алістера Макліна.

## Сюжет
Джон Хемілтон і його супутники пробираються через амазонські джунглі у пошуках таємничого «Загубленого міста». Саме там, в диких джунглях, герої натрапляють на колонію, засновану нацистськими злочинцями. Колишні доктора-садисти перенесли свої жахливі досліди з концтаборів на маленьке індіанське плем'я, якому тепер загрожує вимирання.

## У ролях
- Майкл Дудікофф — Джон Хемілтон
- Роберт Вон — Вольфганг Мантейфел
- Дональд Плезенс — Генріх Спаатс
- Герберт Лом — полковник Рікардо Діас
- Л. К. Джонс — Хіллер
- Сара Маур Торп — Анна Блейкслі
- Сінтія Ерланд — Марія
- Фозайа Девідсон — Даля
- Віктор Меллені — Блейкслі
- Руфус Сварт — Паре
- Гордон Малхолланд — Фанжул
- Ален Вулф — Серрано
- Ліндсі Рірдон — Кельнер
- Йен Юлі — Лонг Джон Сільвер
- Кріспін Де Нюйс — Шустер
- Еріка Роджерс — Мевві
- Гейл МакКуіллан — молода Марія
- Джеймс Вайт — пілот
- Джокі Рігні — Іпама
- Ісаак Мевімбелла — Тулі
- Анжел Кастігнані — охорона
- Енді Мейкер — охорона
- Стюарт Вентцель — охорона
- Берні Ван Зіль — охорона
- Дейв Блом — охорона
- Майлз Шотер — The Band
- Джонні Фурі — The Band
- Ніл Еттрідж — The Band
- Арт Келлі — The Band
- Макс Мостерт — карлик
- Норман Енсті — Трейсі